# ジョン・バークリー (第5代ストラットンのバークリー男爵)
第5代ストラットンのバークリー男爵ジョン・バークリー（英語: John Berkeley, 5th Baron Berkeley of Stratton PC、1697年5月16日 – 1773年4月18日）は、イギリスの政治家。1741年までジョン・バークリー閣下の儀礼称号を使用した。

## 生涯
第4代ストラットンのバークリー男爵ウィリアム・バークリーとフランシス・テンプル（アイルランド庶民院議長サー・ジョン・テンプルの娘）の息子として生まれた。1707年にイートン・カレッジで教育を受けた後、1713年8月13日にオックスフォード大学クライスト・チャーチに入学した。
1719年に国王ジョージ1世が大北方戦争でロシア帝国とスウェーデン帝国の仲介を申し出たとき、ロシア皇帝ピョートル1世のもとに派遣された。
1735年2月に野党派ホイッグ党の一員としてストックブリッジ選挙区で当選、議会でも野党として演説、投票した。1741年3月24日に父が死去すると、ストラットンのバークリー男爵の爵位を継承した。1743年、カートレット男爵（1744年にグランヴィル伯爵を継承）はバークリー男爵に褒賞として国王親衛隊隊長の職を与えたが、グランヴィル伯爵が1746年に組閣を試みて失敗すると（短命内閣）それを失った。
1752年2月、枢密顧問官に任命された。その後、1755年から1756年まで王室会計長官を、1756年から1762年まで恩給紳士隊隊長を、1762年から1770年までタワー・ハムレッツ統監とロンドン塔管理長官を務めた。
1773年4月18日に死去、妻との間で息子を儲けなかったため、後継者がなくなり爵位は断絶した。遺産は第5代バークリー伯爵フレデリック・オーガスタス・バークリーが継承した。

## 家族
妻はエリザベス（Elizabeth）といい、1776年12月頃に死去した。